# Henriettea odorata
Henriettea odorata är en tvåhjärtbladig växtart som först beskrevs av Markgr., och fick sitt nu gällande namn av Penneys, Michelangeli, Judd och Frank Almeda. Henriettea odorata ingår i släktet Henriettea och familjen Melastomataceae. Inga underarter finns listade i Catalogue of Life.